# Йорн, Пит
Пит Йорн (англ. Pete Yorn, род. 27 июля 1974, Монтвилль, Нью-Джерси, США) — американский певец, автор-исполнитель и гитарист, впервые получивший международное признание, когда его музыка — включая песню «Strange Condition» — появилась в 2000 году в фильме «Я, снова я и Ирэн».

## Биография
Пит Йорн родился в 1974 году в семье стоматолога и агента по недвижимости. Окончил Montville Township High School.

25 августа 2015 года у Пита и его жены Бет Кэлтман родилась дочь Эллингтон Би "Элль" Йорн.

## Дискография

### Студийные альбомы
- Musicforthemorningafter (2001)
- Day I Forgot (2003)
- Nightcrawler (2006)
- Back and Fourth (2009)
- Break Up (2009, совместно со Скарлетт Йоханссон)
- Pete Yorn (2010)
- ArrangingTime (2016)
- Caretakers (2019)

### Концертные альбомы
- Live at the Roxy (2001)
- Live from New Jersey (2004)
- You & Me Acoustic (2006)
- Live from SoHo (2007)

### Мини-альбомы
- Sunset EP (2000)
- Westerns EP (2006)
- Paradise Cove EP (2009)
- Apart (2018, совместно со Скарлетт Йоханссон)

### DVD
- Too Tough to Die (A Tribute to Johnny Ramone) (2008) — участие; концерт в Лос-Анджелесе 2004 года